# Schwaighausen (Großhabersdorf)

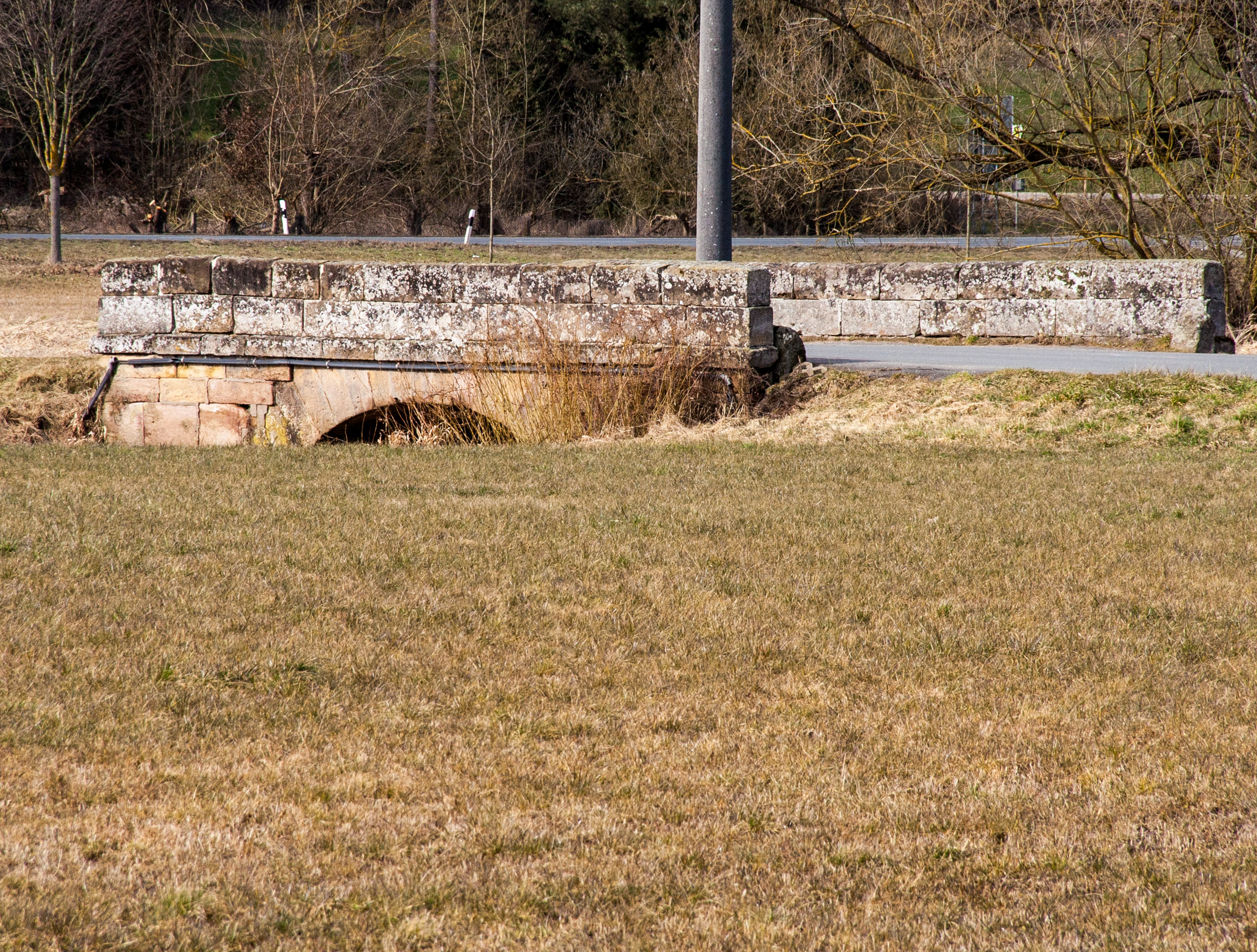
Einjochige Steinbrücke über die Bibert

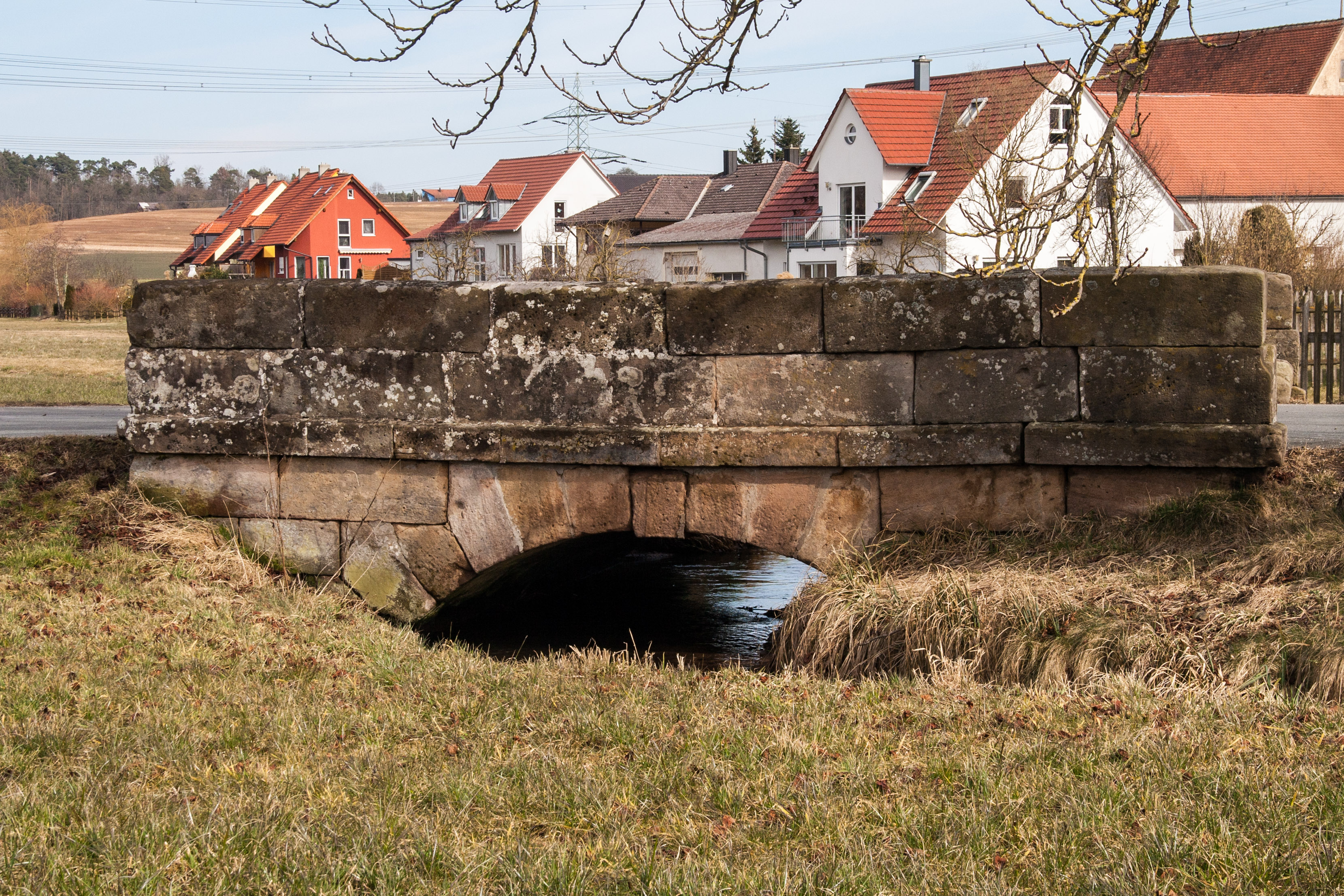
Einjochige Steinbrücke über den Mühlbach

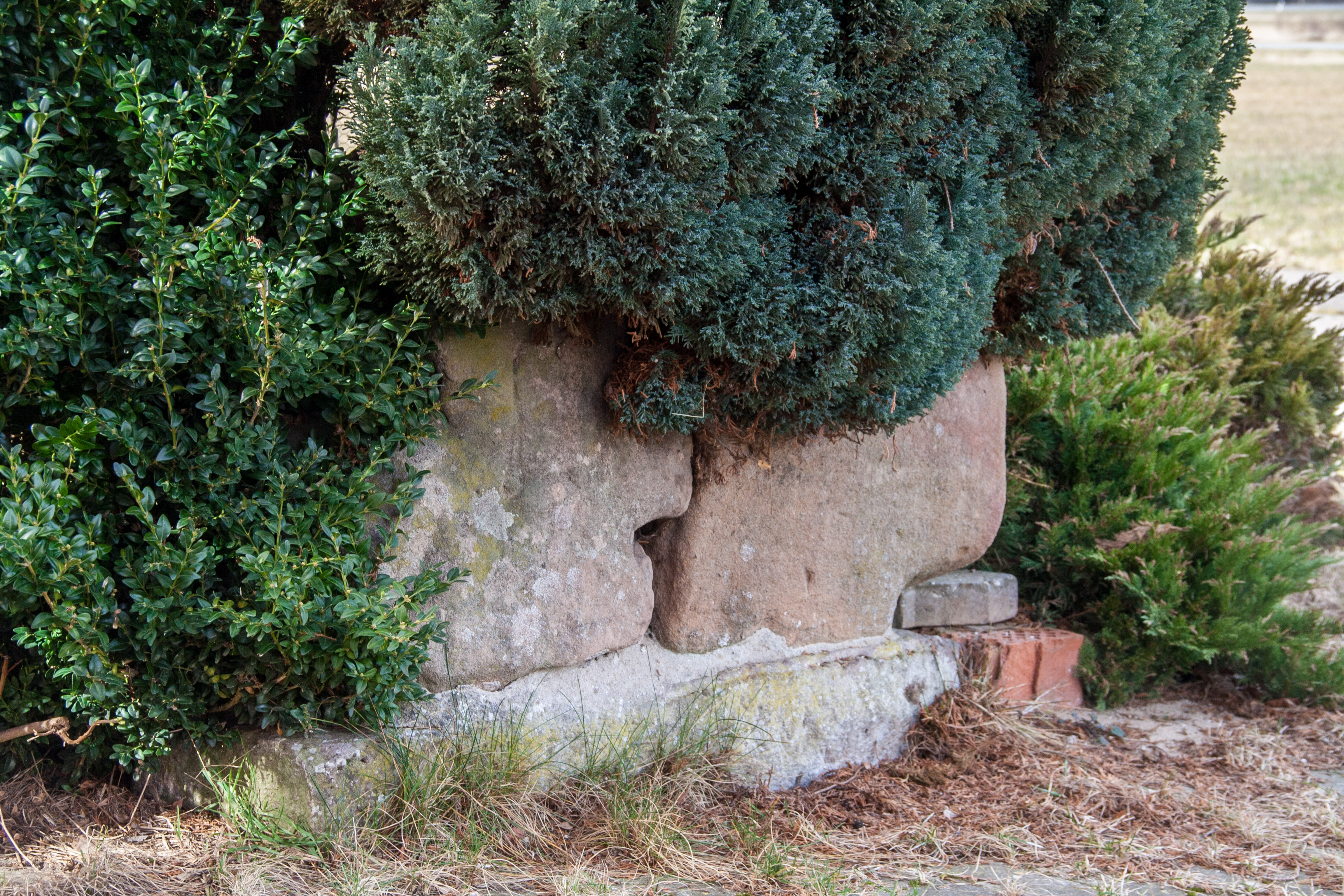
Wegkreuze

Schwaighausen (fränkisch: Schwaach-hausn) ist ein Gemeindeteil der Gemeinde Großhabersdorf im Landkreis Fürth (Mittelfranken, Bayern). Schwaighausen liegt in der Gemarkung Großhabersdorf.

## Geographie
Das Dorf liegt südlich der Bibert an deren Zusammenfluss mit dem Egel- und dem Weihersmühlbach. 0,5 km nordöstlich erhebt sich der Galgenbuck, 0,75 km östlich liegt das Flurgebiet Reut. Eine Gemeindeverbindungsstraße führt zur Staatsstraße 2246 (0,3 km nordwestlich) bzw. zur Staatsstraße 2410 (0,4 km südlich), die westlich von Schwaighausen in die St 2246 mündet.

## Geschichte
Der Ort wurde 1268 als „Sweichvsen“ erstmals urkundlich erwähnt. Der Ortsname leitet sich vom Althochdeutschen Sueiga oder dem Mittelhochdeutschen Sweige ab, einem Viehhof mit dazugehörigen Weideplatz und deutet möglicherweise auf eine fränkische Kolonisation hin. Die Franken legten vermehrt Gestüt- und Viehhöfe an.
Adelheid und Petrissa von Salzburg verkauften 1268 dem Kloster Heilsbronn unter dem zwölften Abt Rudolf unter anderem auch einen Hof in Schwaighausen. 1282 schenkte Herman Steiner von Nürnberg seinen Hof dem Kloster. Der neunzehnte Abt Arnold und sein Nachfolger kauften 1362 und 1387 einen weiteren Hof und Gefälle von der Brandwiese. Auch die Nürnberger Patrizier Holzschuher schenkte dem Kloster Gefälle in Schwaighausen. Das Kloster erwarb so insgesamt vier Höfe.
Laut dem 16-Punkte-Bericht des Klosteramts Heilsbronn aus dem Jahr 1608 gab es vier Anwesen (zwei Bauern, zwei Köbler), die das Klosterverwalteramt Heilsbronn als Grundherrn hatten. Die Anwesen anderer Grundherrn werden dort nicht aufgelistet. Die Dorf- und Gemeindeherrschaft übte die Reichsstadt Nürnberg aus. 
Im Dreißigjährigen Krieg brannte der gesamte Ort ab.
Gegen Ende des 18. Jahrhunderts gab es in Schwaighausen 11 Anwesen. Das Hochgericht und die Dorf- und Gemeindeherrschaft übte das brandenburg-ansbachische Richteramt Roßtal aus. Über die bayreuthischen Untertanen übte das Stadtvogteiamt Markt Erlbach das Hochgericht im begrenzten Umfang aus. Grundherren waren das Kastenamt Cadolzburg (2 Halbhöfe, 1 Gemeindehaus), das Kastenamt Bonnhof (1 Halbhof, 2 Güter, 1 Hirtenhaus), die Reichsstadt Nürnberg: Landesalmosenamt (1 Hof), Schlüsselfelder-Stiftung (1 Gut) und Nürnberger Eigenherren: von Volckamer (1 Hof), von Stromer (1 Halbhof).
Von 1797 bis 1808 unterstand der Ort dem Justiz- und Kammeramt Cadolzburg. Im Rahmen des Gemeindeedikts wurde Schwaighausen dem 1808 gebildeten Steuerdistrikt Großhabersdorf und der im selben Jahr gegründeten Ruralgemeinde Großhabersdorf zugeordnet.

### Baudenkmäler
In Schwaighaus gibt es vier Baudenkmäler:
- einjochige Steinbrücke über die Bibert
- einjochige Steinbrücke über den Mühlbach
- Brücke
- Wegkreuze

ehemaliges Baudenkmal
- Haus Nr. 11: erdgeschossiges Wohnstallhaus im Typ der Gegend, mit gut gegliederter Straßengiebelfront; nach Mitte des 19. Jahrhunderts, Gurtgesimse, Eckvoluten, profilierte Fenstergewände und -sohlbänke[13]

### Einwohnerentwicklung
| Jahr      | 001818 | 001840 | 001861 | 001871 | 001885 | 001900 | 001925 | 001950 | 001961 | 001970 | 001987 |
| Einwohner | 81     | 80     | 76     | 80     | 96     | 88     | 85     | 96     | 110    | 111    | 99     |
| Häuser    | 13     | 13     |        |        | 16     | 18     | 16     | 29     | 21     |        | 24     |
| Quelle    | [ 15 ] | [ 16 ] | [ 17 ] | [ 18 ] | [ 19 ] | [ 20 ] | [ 21 ] | [ 22 ] | [ 23 ] | [ 24 ] | [ 1 ]  |

## Religion
Der Ort ist seit der Reformation evangelisch-lutherisch geprägt und bis heute nach St. Walburg (Großhabersdorf) gepfarrt. Die Einwohner römisch-katholischer Konfession sind nach St. Walburga (Großhabersdorf) gepfarrt.

## Verkehr
Beinahe parallel zur Staatsstraße 2246 verlief zwischen dem 22. Mai 1914 und dem 26. September 1971 die Bibertbahn, an der es zeitweise auch einen Haltepunkt Schwaighausen gab. So wie der Haltepunkt liegt die Bushaltestelle Abzw. Schwaighausen an der Einmündung der Schwaighausener Hauptstraße in die Staatsstraße 2246. Die Haltestelle liegt etwa 400 Meter nördlich des Ortskerns. Schon vor der Stilllegung des Zugverkehrs verband der Bahnbus den Ort mit Nürnberg und Fürth. Zum Start des Verkehrsverbundes Großraum Nürnberg im September 1987 wurde der Bahnbus als Linie 113 vollständig in den Verbund integriert. 1988 übernahm die hundertprozentige Bahntochter Omnibusverkehr Franken die Konzession.